# Textoverdi
Los Textoverdi eran un pueblo celta del norte de Inglaterra. Habitaban al sur del Muro de Adriano, en el curso superior del Río Tyne. 
Fue una de las tribus absorbidas por los brigantes, al igual que sus vecinos los Lopocares (también al norte de aquel pueblo, donde se construiría el Muro de Adriano), y los Gabrantovices (North Yorkshire), Latenses (Leeds), Setantii (Lancashire) e incluso los Carvetii de Cumbria.
Su capital estaba en la ciudad de Vindolanda (Chesterholm, Northumberland).
En una piedra de altar encontrada en Vindolanda se conserva en una dedicatoria a la diosa celta Satiada una referencia a este pueblo
La inscripción dice:
DEAE / SAIIADAE / CVRIA TEX / TOVERDORVM / V·S·L·M
"A la diosa Satiada, del Consejo de los Textoverdi"